# Namutobo
Namutobo är ett vattendrag i Burundi.   Det ligger i provinsen Kayanza, i den nordvästra delen av landet, 60 km nordost om huvudstaden Bujumbura.
Omgivningarna runt Namutobo är en mosaik av jordbruksmark och naturlig växtlighet. Runt Namutobo är det tätbefolkat, med 397 invånare per kvadratkilometer.